# Caenaugochlora macswaini
Caenaugochlora macswaini är en biart som beskrevs av Michener 1954. Caenaugochlora macswaini ingår i släktet Caenaugochlora och familjen vägbin. Inga underarter finns listade.